# Cortodera holosericea
Cortodera holosericea là một loài bọ cánh cứng trong họ Cerambycidae.